# Miloš Koprivica
Miloš Koprivica (in serbo Милош Копривица?; Sokolac, 24 marzo 1995) è un cestista serbo.